# Carina Dengler

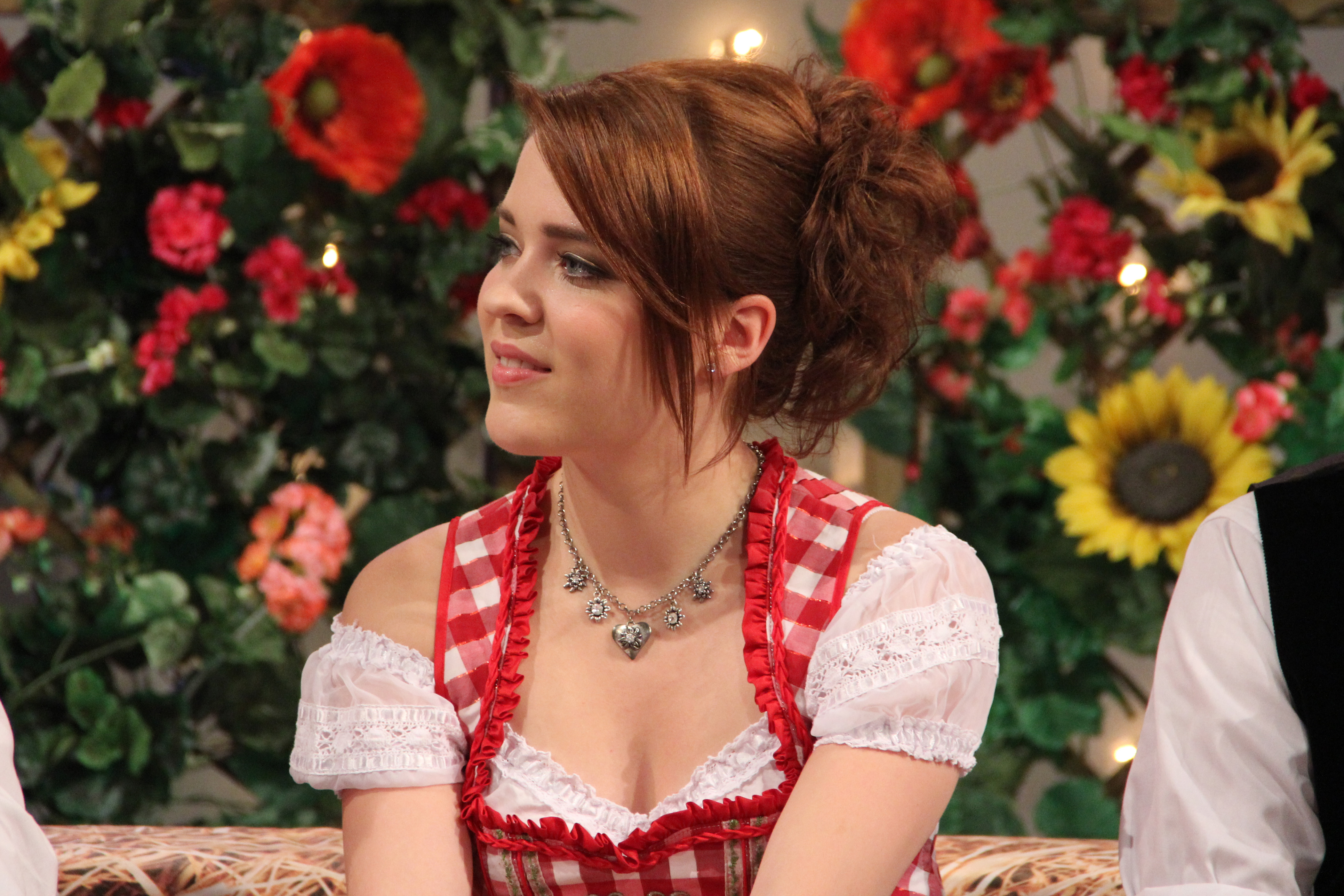
Carina Dengler bei der Aufzeichnung der HR-Sendung Hier spielt die Volksmusik auf dem Hessentag 2015 in Hofgeismar.

Carina Dengler (* 11. November 1994 in Neumarkt in der Oberpfalz, Bayern) ist eine deutsche Schauspielerin und Sängerin volkstümlicher Musik.

## Leben
Carina Dengler stammt aus Pilsach im bayerischen Landkreis Neumarkt in der Oberpfalz. Seit 2008 ist sie als Sängerin im Bereich Volksmusik bzw. volkstümliche Musik tätig. Im Jahr 2009 gewann sie den Deutschen Vorentscheidung des Alpen Grand Prix und errang auch den Sieg im Sommerhitwettbewerb der ARD-Sendung Immer wieder Sonntags. Sie trat in der Folge bei verschiedenen Volksmusik-Festivals in Deutschland, Österreich und der Schweiz auf. Parallel zu ihrer Tätigkeit als Sängerin absolvierte sie eine Ausbildung zur Friseurin. 2010 hat Dengler den Herbert-Roth-Preis für junge Solistinnen gewonnen.
Im Oktober 2009 veröffentlichte Dengler ihren ersten Song I steh' auf Lederhosen. Im September 2010 veröffentlichte Dengler ihr erstes eigenes Album I hob a bayrisches Herz. Im Februar 2013 folgte ihr zweites Album Volksmusik war gestern.
Dengler spielte von 2013 bis 2024 in der BR-Serie Dahoam is Dahoam mit. Es handelte sich bei ihrer Mitwirkung in Dahoam is Dahoam um ihre erste Filmrolle. Dengler erhielt die Rolle nach einem Casting mit über 600 Bewerberinnen. Sie verkörperte die Rolle der Katharina „Kathi“ Benninger in der Serie; sie war die neue, aus der Oberpfalz kommende, Auszubildende der Kirchleitner-Brauerei. Sie gehörte zum Hauptcast. Ihren ersten Auftritt hatte sie in Folge 1196. Im Oktober 2024 verließ sie nach 11 Jahren überraschend die Serie.
Im September 2014 brachte Dengler ihr drittes Volksmusik-Album mit dem Titel Sexy Volksmusik heraus. Im März 2017 folgte das vierte Album mit dem Titel A Madl vom Land. Im Februar 2018 gab Dengler bekannt, sich fortan ausschließlich der Schauspielerei und ihrer Rolle in Dahoam is Dahoam widmen zu wollen. Daraufhin folgte Ende Februar 2018 ihr letzter öffentlicher Auftritt als Sängerin.
Dengler ist seit Anfang Juni 2024 verheiratet und lebt in der Oberpfalz.

## Filmografie
- 2013–2024: Dahoam is Dahoam (Fernsehserie)

## Diskografie
- 2010: I hob a bayrisches Herz (Album; Rosewood)
- 2013: Volksmusik war gestern (Album; Telamonte)
- 2014: Eine App zum Küssen (Single, Telamonte)
- 2014: Sexy Volksmusik (Album, Telamonte)
- 2017: A Madl vom Land (Album; Rosewood)